# Паеа Вольфграмм
Паеа Вольфграмм (англ. Paea Wolfgramm, нар. 1 грудня 1971, Вавау) — тонганський професійний боксер, срібний призер Олімпійських ігор 1996 року у надважкій вазі, володар першої й станом на 2023 рік єдиної олімпійської нагороди в історії своєї країни.

## Боксерська кар'єра
Першого успіху домігся 1994 року, вигравши бронзову медаль на Іграх Співдружності. У наступному році став чемпіоном Океанії.
На Олімпійських іграх 1996 в Атланті після перемог над білорусом Сергієм Ляховичем, кубинцем Алексісом Рубалькабой і нігерійцем Дунканом Доківарі у фіналі поступився майбутньому чемпіону світу Володимиру Кличку.
У грудні 1996 року почав виступати на професійному рингу, однак особливих успіхів на ньому не домігся. Єдина перемога над суперником серйозного рівня була здобута Вольфграммом у бою з кубинцем Хорхе Луїсом Гонсалесом у серпні 1998 року. Наприкінці 1999 року — перемога над Келвіном Лампкіним (19-2)
18 березня 2000 року зустрічався з Володимиром Кличком у бою за звання інтерконтинентального чемпіона за версією WBC, але зазнав поразки. Після програшу у вересні кубинцеві Елісьеру Кастільйо та наприкінці 2001 року американцеві Корі Сандерсу оголосив про завершення своєї кар'єри.
На даний час проживає в Окленді (Нова Зеландія).